# Stuart van Doten
Stuart Eduardo Gerold van Doten (Rotterdam, 24 december 1989) is een Nederlands voormalig voetballer van Surinaamse komaf die als verdediger speelde. Hij is de neef van Luciano Slagveer.

## Carrière
Stuart van Doten speelde in de jeugd van Excelsior Maassluis, Feyenoord, RBC Roosendaal en FC Dordrecht. Na enkele jaren bij amateurclubs DOTO en VV Rijsoord gespeeld te hebben, probeerde hij een contract te verdienen bij een buitenlandse club. Twee stages in Oman liepen op niets uit, waarna hij bij het Maltese Birkirkara FC uitkwam. Hierna speelde hij bij het Bulgaarse FC Etar 1924 Veliko Tarnovo, waar hij enkele maanden speelde zonder salaris te krijgen voor hij besloot te vertrekken. In 2013 speelde hij zijn wedstrijden voor FC Universitatea Cluj. Hij vertrok, samen met 10 andere spelers en de trainer, na de winterse transferperiode. In 2014 speelde hij voor het Canadese Thunder Bay Chill, waar veel buitenlandse spelers spelen om een contract voor een MLS-club af te dwingen. Hij werd hier uitgeroepen tot Defender of the Year. Daarna speelde hij kortstondig bij Witgoor Sport Dessel, waarna hij een contract bij het Koeweitse Al Sahel kreeg aangeboden. Doordat de overschrijving vanuit België flink vertraagd werd en Koeweitse clubs door een schorsing van de FIFA geen buitenlandse spelers meer mochten aantrekken, vertrok hij hier zonder een wedstrijd te hebben gespeeld. In 2016 speelde hij op proef voor Stal Kamjanske en Toronto FC, maar kreeg hier geen contract mede dankzij blessures. In 2015 speelde hij enkele weken voor Inter Leipzig en in 2016 vier maanden voor Houston Dutch Lions FC. Met hen won hij de South Central Conference van de National Premier Soccer League. Hierna vond hij geen club meer.